# Linda Jones
Linda Jones (* 14. Dezember 1944 in Newark, New Jersey; † 14. März 1972 in New York City, New York) war eine US-amerikanische Soul-Sängerin. Ihr größter Hit war Hypnotized, der 1967 in den USA Platz 4 der Black Singles Charts und Platz 21 der Popcharts erreichte. Bis 1972 hatte sie acht Hits in den Black-Music-Charts, von denen vier auch in die Hot 100 kamen. Erfolgreich waren auch die Alben Hypnotized und Your Precious Love.
Ihre Version des Jerry-Butler-Klassikers For Your Precious Love wurde für den Soundtrack des Films Ali in einer fast identischen Version von der Sängerin Truth Hurts aufgenommen. Linda Jones war für ihre besonders emotionale Art zu singen bekannt. Sie war zeitweise wie Ike und Tina Turner bei der Plattenfirm Loma Records unter Vertrag.
Linda Jones starb 1972 mit nur 27 Jahren an Diabetes, weshalb manche Quellen sie zum erweiterten Klub 27 zählen.

## Diskografie

### Studioalben
| Jahr | Titel              | Höchstplatzierung, Gesamtwochen, AuszeichnungChartplatzierungen (Jahr, Titel, Platzierungen, Wochen, Auszeichnungen, Anmerkungen) | Höchstplatzierung, Gesamtwochen, AuszeichnungChartplatzierungen (Jahr, Titel, Platzierungen, Wochen, Auszeichnungen, Anmerkungen) | Anmerkungen |
| Jahr | Titel              | US | R&B | Anmerkungen |
| ---- | ------------------ | --- | --- | ----------- |
| 1967 | Hypnotized         | — | R&B26 (3 Wo.)R&B |             |
| 1972 | Your Precious Love | — | R&B35 (6 Wo.)R&B |             |

Weitere Alben
- 1972: Let It Be Me
- 1997: Never Mind The Quality ... Feel The Soul, Live In Ohio 1970

### Singles
| Jahr | Titel Album                                 | Höchstplatzierung, Gesamtwochen, AuszeichnungChartplatzierungen (Jahr, Titel, Album, Platzierungen, Wochen, Auszeichnungen, Anmerkungen) | Höchstplatzierung, Gesamtwochen, AuszeichnungChartplatzierungen (Jahr, Titel, Album, Platzierungen, Wochen, Auszeichnungen, Anmerkungen) | Anmerkungen |
| Jahr | Titel Album                                 | US | R&B | Anmerkungen |
| ---- | ------------------------------------------- | --- | --- | ----------- |
| 1967 | Hypnotized                                  | US21 (12 Wo.)US | R&B4 (15 Wo.)R&B |             |
| 1967 | What’ve I Done (To Make You Mad) Hypnotized | US61 (6 Wo.)US | R&B8 (10 Wo.)R&B |             |
| 1968 | Give My Love a Try Hypnotized               | US93 (3 Wo.)US | R&B34 (2 Wo.)R&B |             |
| 1970 | I’ll Be Sweeter Tomorrow                    | — | R&B45 (3 Wo.)R&B |             |
| 1970 | That’s When I’ll Stop Loving You            | — | R&B40 (2 Wo.)R&B |             |
| 1971 | Stay With Me Forever Your Precious Love     | — | R&B47 (2 Wo.)R&B |             |
| 1972 | Not on the Outside Your Precious Love       | — | R&B32 (5 Wo.)R&B |             |
| 1972 | Your Precious Love                          | US74 (9 Wo.)US | R&B15 (10 Wo.)R&B |             |